# Liste der Tiroler Meister im Rennrodeln
In der Liste der Tiroler Meister im Rennrodeln werden alle Titelträger bei Tiroler Meisterschaften im Rodeln beziehungsweise ab 1966 im Kunstbahnrodeln aufgeführt. Da die einzige Kunstbahn Österreichs in Innsbruck-Igls und damit in Tirol liegt, repräsentieren die Tiroler Meisterschaft im Allgemeinen auch die Rodel-Elite Österreichs.
Seit 1948 gab es die ersten Tiroler Meisterschaften im Rodeln, die allerdings eher dem heutigen Natur- statt dem heutigen Kunstbahnrodeln entsprachen. Im Laufe der Zeit tendierten beide Varianten immer weiter auseinander, weshalb seit 1966 getrennte Meisterschaften in beiden Klassen durchgeführt werden. Seit 2004 gibt es auch Wettbewerbe in den Altersklassen Junioren, Jugend und Schüler, die Doppelsitzer fahren in nur einer einheitlichen Nachwuchsklasse den Titel aus. Die Titelträger im Naturbahnrodeln finden sich in der Liste der Tiroler Meister im Naturbahnrodeln.

## Leistungsklasse
| Jahr | Frauen                            | Männer                           | Doppel                                                            |
| ---- | --------------------------------- | -------------------------------- | ----------------------------------------------------------------- |
| 1948 | Hilde Sturm (RV Halltal)          | Paul Aste (SV Matrei)            | Hans Sponring (RV Halltal) Max Würtemberger (RV Halltal)          |
| 1949 | Maria Isser (SV Matrei)           | Willi Leimgruber (RV Halltal)    | Josef Isser (ESV Innsbruck) Hans Hauser (SV Matrei)               |
| 1950 | Maria Isser (SV Matrei)           | Paul Aste (SV Matrei)            | Paul Aste (SV Matrei) Josef Kolb (SV Matrei)                      |
| 1951 | Maria Isser (SV Matrei)           | Erich Raffl (ISVV)               | Erich Raffl (ISVV) Walter Wichita (SV Fulpmes)                    |
| 1952 | Lotte Bacher (ISVV)               | Karl Feistmantl (RV Halltal)     | Hermann Mayregger (SC Igls) Adalbert Mayregger (SC Igls)          |
| 1953 | Hanni Schaber (RV Imst)           | Anton Fischler (RV Halltal)      | Josef Thaler (SV Matrei) Luis Posch (RV Imst)                     |
| 1954 | Maria Isser (SV Matrei)           | Norbert Steixner (WSV Schönberg) | Erich Raffl (ISVV) Willi Schöpf (ISVV)                            |
| 1955 | Ida Zangerle (RV Imst)            | Josef Thaler (RV Imst)           | Josef Thaler (RV Imst) Luis Posch (RV Imst)                       |
| 1956 | Melita Leimgruber (RV Halltal)    | Luis Walch (RV Imst)             | Franz Lechleitner (RV Imst) Ewald Walch (ESV Hatting)             |
| 1957 | Ida Zangerle (RV Imst)            | Josef Thaler (RV Imst)           | Toni Prantl (SV Karrösten) Willi Schöpf (ISV)                     |
| 1958 | Maria Isser (SV Matrei)           | Josef Thaler (RV Imst)           | Josef Thaler (RV Imst) Luis Posch (RV Imst)                       |
| 1959 | Helene Thurner (SV Schönwies)     | Anton Venier (SV Schönwies)      | Anton Venier (SV Schönwies) Emmerich Walch (ESV Hatting)          |
| 1960 | Sophie Steixner (WSV Schönberg)   | Josef Jäger (TSU Telfes)         | Emmerich Walch (ESV Hatting) Ewald Walch (ESV Hatting)            |
| 1961 | Anni Pichler (SC Raitis)          | Hans Käsbacher (ISVV)            | Willi Haslwanter (ISVV) Josef Norer (ISVV)                        |
| 1962 | Helene Thurner (SV Schönwies)     | Josef Thaler (RV Imst)           | Willi Haslwanter (ISVV) Josef Norer (ISVV)                        |
| 1963 | Waltraud Mair (SV Stams)          | Alois Springer (ESV Hatting)     | Alois Springer (ESV Hatting) Emmerich Walch (ESV Hatting)         |
| 1964 | Waltraud Mair (SV Stams)          | Franz Hinterlechner (TSU Telfes) | Willi Haslwanter (ISVV) Josef Norer (ISVV)                        |
| 1965 | Ruth Oberhöller (SV Matrei)       | Richard Huter (RC Raitis)        | Willi Haslwanter (ISVV) Josef Norer (ISVV)                        |
| 1966 | Helene Thurner (WSV Schönwies)    | Josef Feistmantl (RV Halltal)    | Josef Feistmantl (RV Halltal) Willi Biechl (RV Halltal)           |
| 1967 | Hannelore Plattner (ISSV)         | Reinhold Senn (RV Imst)          | Reinhold Senn (RV Imst) Helmut Thaler (RV Imst)                   |
| 1968 | Cordula Krieglsteiner (SV Matrei) | Josef Feistmantl (RV Halltal)    | Stefan Peer (SV Matrei) Erich Raffl (SV Matrei)                   |
| 1969 | Ruth Oberhöller (SV Matrei)       | Josef Feistmantl (RV Halltal)    | Willi Biechl (RV Halltal) Oswald Haller (WSV Schönberg)           |
| 1970 | Ruth Oberhöller (SV Matrei)       | Josef Feistmantl (RV Halltal)    | Willi Biechl (RV Halltal) Oswald Haller (WSV Schönberg)           |
| 1971 | Angelika Schafferer (RV Halltal)  | Josef Feistmantl (RV Halltal)    | Oswald Haller (WSV Schönberg) Alfons Obojes (WSV Schönberg)       |
| 1972 | Ruth Oberhöller (SV Matrei)       | Peter Baum (ISSV)                | Othmar Peer (TSU Innsbruck) Klaus Motz (TSU Innsbruck)            |
| 1973 | Christl Gruber (SC Kufstein)      | Heinz Auer (ESV Innsbruck)       | Othmar Peer (TSU Innsbruck) Klaus Motz (TSU Innsbruck)            |
| 1974 | Angelika Schafferer (RV Halltal)  | Karl Schrott (RV Imst)           | Oswald Haller (WSV Schönberg) Alfons Obojes (WSV Schönberg)       |
| 1975 | –                                 | Peter Baum (ISSV)                | Othmar Peer (TSU Innsbruck) Klaus Motz (TSU Innsbruck)            |
| 1976 | Angelika Schafferer (RV Halltal)  | Alfred Lechleitner (RV Imst)     | Othmar Peer (TSU Innsbruck) Klaus Motz (TSU Innsbruck)            |
| 1977 | Angelika Schafferer (RV Halltal)  | Karl Schrott (RV Imst)           | Franz Lechleitner (RV Imst) Karl Schrott (RV Imst)                |
| 1978 | Angelika Schafferer (RV Halltal)  | Georg Fluckinger (SC Kufstein)   | Othmar Peer (TSU Innsbruck) Klaus Motz (TSU Innsbruck)            |
| 1979 | Christine Brunner (SC Igls)       | Georg Fluckinger (SC Kufstein)   | Georg Fluckinger (SC Kufstein) Karl Schrott (RV Imst)             |
| 1980 | Christine Brunner (SV Igls)       | Gerhard Sandbichler (SV Igls)    | Georg Fluckinger (SC Kufstein) Karl Schrott (RV Imst)             |
| 1981 | Angelika Schafferer (RV Halltal)  | Georg Fluckinger (SC Kufstein)   | Georg Fluckinger (SC Kufstein) Karl Schrott (RV Imst)             |
| 1982 | Annefried Göllner (RV Imst)       | Gerhard Sandbichler (SV Igls)    | Georg Fluckinger (SC Kufstein) Karl Schrott (RV Imst)             |
| 1983 | Annefried Göllner (RV Imst)       | Gerhard Sandbichler (SV Igls)    | Georg Fluckinger (SC Kufstein) Franz Lechleitner (RV Imst)        |
| 1984 | Annefried Göllner (RV Imst)       | Georg Fluckinger (SC Kufstein)   | Gerhard Sandbichler (SV Igls) Klaus Motz (TSU Innsbruck)          |
| 1985 | Annefried Göllner (RV Imst)       | Gerhard Sandbichler (SV Igls)    | Georg Fluckinger (SC Kufstein) Franz Wilhelmer (WSV Bludenz)      |
| 1986 | Karin Flörl (SVG Stumm)           | Otto Mayregger (SV Igls)         | Gerhard Sandbichler (SV Igls) Christoph Schweiger (SV Igls)       |
| 1987 | Annefried Göllner (RV Imst)       | Otto Mayregger (SV Igls)         | Markus Prock (SV Igls) Robert Manzenreiter (SV Igls)              |
| 1988 | Doris Neuner (TSU Innsbruck)      | Markus Prock (WSV Mieders)       | Markus Prock (WSV Mieders) Robert Manzenreiter (SV Igls)          |
| 1989 | Angelika Neuner (TSU Innsbruck)   | Markus Prock (WSV Mieders)       | Gerhard Gleirscher (SV Igls) Markus Schmidt (WSV Breitenbach)     |
| 1990 | Angelika Neuner (TSU Innsbruck)   | Markus Prock (WSV Mieders)       | Gerhard Gleirscher (SV Igls) Markus Schmidt (WSV Breitenbach)     |
| 1991 | Angelika Neuner (TSU Innsbruck)   | Markus Prock (WSV Mieders)       | Gerhard Gleirscher (SV Igls) Markus Schmidt (WSV Breitenbach)     |
| 1992 | Doris Neuner (TSU Innsbruck)      | Markus Prock (WSV Mieders)       | Gerhard Gleirscher (SV Igls) Markus Schmidt (WSV Breitenbach)     |
| 1993 | Angelika Neuner (TSU Innsbruck)   | Markus Prock (WSV Mieders)       | Tobias Schiegl (WSV Langkampfen) Markus Schiegl (WSV Langkampfen) |
| 1994 | Doris Neuner (TSU Innsbruck)      | Gerhard Gleirscher (TSU Telfes)  | Tobias Schiegl (WSV Langkampfen) Markus Schiegl (WSV Langkampfen) |
| 1995 | Angelika Neuner (TSU Innsbruck)   | Gerhard Gleirscher (TSU Telfes)  | Tobias Schiegl (WSV Langkampfen) Markus Schiegl (WSV Langkampfen) |
| 1996 | Angelika Neuner (TSU Innsbruck)   | Markus Prock (WSV Mieders)       | Tobias Schiegl (WSV Langkampfen) Markus Schiegl (WSV Langkampfen) |
| 1997 | Sonja Manzenreiter (SV Igls)      | Markus Kleinheinz (SV Igls)      | Tobias Schiegl (WSV Langkampfen) Markus Schiegl (WSV Langkampfen) |
| 1998 | Sonja Manzenreiter (SV Igls)      | Rainer Margreiter (SV Igls)      | Tobias Schiegl (WSV Langkampfen) Markus Schiegl (WSV Langkampfen) |
| 1999 | Angelika Neuner (TI Sparkasse)    | Markus Prock (WSV Mieders)       | Tobias Schiegl (WSV Langkampfen) Markus Schiegl (WSV Langkampfen) |
| 2000 | Angelika Neuner (TI Sparkasse)    | Markus Prock (WSV Mieders)       | Tobias Schiegl (WSV Langkampfen) Markus Schiegl (WSV Langkampfen) |
| 2001 | Angelika Neuner (TI Sparkasse)    | Markus Prock (WSV Mieders)       | Tobias Schiegl (WSV Langkampfen) Markus Schiegl (WSV Langkampfen) |
| 2002 | Simone Eder (SV Igls)             | Martin Abentung (SV Igls)        | Gerhard Gleirscher (SV Telfes) Markus Schmidt (RV Breitenbach)    |
| 2003 | Sonja Manzenreiter (SV Igls)      | Markus Kleinheinz (SV Igls)      | Tobias Schiegl (WSV Langkampfen) Markus Schiegl (WSV Langkampfen) |
| 2004 | Sonja Manzenreiter (SV Igls)      | Rainer Margreiter (SV Igls)      | Tobias Schiegl (WSV Langkampfen) Markus Schiegl (WSV Langkampfen) |
| 2005 | Sonja Manzenreiter (SV Igls)      | Martin Abentung (SV Igls)        | Tobias Schiegl (WSV Langkampfen) Markus Schiegl (WSV Langkampfen) |
| 2006 | Sonja Manzenreiter (SV Igls)      | Markus Kleinheinz (SV Igls)      | Andreas Linger (RV Halltal) Wolfgang Linger (RV Halltal)          |
| 2007 | Nina Reithmayer (TSU Innsbruck)   | Tobias Schiegl (WSV Langkampfen) | Tobias Schiegl (WSV Langkampfen) Markus Schiegl (WSV Langkampfen) |
| 2008 | –                                 | Daniel Pfister (TU Innsbruck)    | Andreas Linger (RV Halltal) Wolfgang Linger (RV Halltal)          |
| 2009 | –                                 | Daniel Pfister (TU Innsbruck)    | Tobias Schiegl (WSV Langkampfen) Markus Schiegl (WSV Langkampfen) |
| 2010 | Nina Reithmayer (TSU Innsbruck)   | Reinhard Egger (SV Langkampfen)  | Tobias Schiegl (WSV Langkampfen) Markus Schiegl (WSV Langkampfen) |
| 2011 | Nina Reithmayer (TSU Innsbruck)   | Reinhard Egger (SV Langkampfen)  | Andreas Linger (RV Halltal) Wolfgang Linger (RV Halltal)          |
| 2012 | Nina Reithmayer (TSU Innsbruck)   | Reinhard Egger (SV Langkampfen)  | Andreas Linger (RV Halltal) Wolfgang Linger (RV Halltal)          |
| 2013 | Nina Reithmayer (TSU Innsbruck)   | Daniel Pfister (TU Innsbruck)    | Peter Penz (TU Innsbruck) Georg Fischler (HLSZ)                   |
| 2014 | Nina Reithmayer (TSU Innsbruck)   | Wolfgang Kindl (SV Igls)         | Andreas Linger (RV Halltal) Wolfgang Linger (RV Halltal)          |
| 2015 | Miriam Kastlunger (RV Halltal)    | Wolfgang Kindl (SV Igls)         | Peter Penz (TU Innsbruck) Georg Fischler (HLSZ)                   |
| 2016 | Miriam Kastlunger (RV Halltal)    | Wolfgang Kindl (SV Igls)         | Peter Penz (TU Innsbruck) Georg Fischler (HLSZ)                   |
| 2017 | Miriam Kastlunger (RV Halltal)    | Wolfgang Kindl (SV Igls)         | Peter Penz (TU Innsbruck) Georg Fischler (HLSZ)                   |
| 2018 | Miriam Kastlunger (RV Halltal)    | Wolfgang Kindl (SV Igls)         | Peter Penz (TU Innsbruck) Georg Fischler (HLSZ)                   |
| 2019 | Lisa Schulte (SV Igls)            | Wolfgang Kindl (SV Igls)         | Juri Gatt (SV Rinn) Riccardo Schöpf (RV Imst)                     |
| 2020 | Madeleine Egle (SV Rinn)          | Wolfgang Kindl (SV Igls)         | Juri Gatt (SV Rinn) Riccardo Schöpf (RV Imst)                     |
| 2021 | Madeleine Egle (SV Rinn)          | David Gleirscher (RV Halltal)    | Juri Gatt (SV Rinn) Riccardo Schöpf (RV Imst)                     |

## Juniorenklasse
| Jahr | Frauen                              | Männer                          | Doppel                                                |
| ---- | ----------------------------------- | ------------------------------- | ----------------------------------------------------- |
| 2004 | Simone Unsinn (TI Sparkasse)        | Daniel Pfister (TI Sparkasse)   | Peter Penz (TI Sparkasse) Georg Fischler (RV Halltal) |
| 2005 | Simone Unsinn (TI Sparkasse)        | Daniel Pfister (TI Sparkasse)   | –                                                     |
| 2006 | Clarissa Welz (Sportunion Eisbären) | Wolfgang Kindl (SV Igls)        | –                                                     |
| 2007 | Mona Wabnigg                        | Wolfgang Kindl (SV Igls)        | –                                                     |
| 2008 | Viktoria Hölzl                      | Reinhard Egger (SV Langkampfen) | –                                                     |
| 2009 | Mona Wabnigg                        | Reinhard Egger (SV Langkampfen) | –                                                     |
| 2010 | Nina Prock                          | Christian Eisner                | –                                                     |
| 2011 | Nina Prock                          | David Gleirscher (RV Halltal)   | –                                                     |
| 2012 | Mona Wabnigg                        | Lorenz Koller (RV Halltal)      | David Trojer Philip Knoll                             |
| 2013 | Miriam Kastlunger (RV Halltal)      | Armin Frauscher (RV Halltal)    | David Trojer Philip Knoll                             |
| 2014 | Madeleine Egle (SV Rinn)            | David Gleirscher (RV Halltal)   | David Trojer Philip Knoll                             |
| 2015 | Madeleine Egle (SV Rinn)            | Nico Gleirscher (RV Halltal)    | David Trojer Philip Knoll                             |
| 2016 | Madeleine Egle (SV Rinn)            | Nico Gleirscher (RV Halltal)    | David Trojer Philip Knoll                             |
| 2017 | Hannah Prock (RRC Innsbruck)        | Nico Gleirscher (RV Halltal)    | Florian Schmid Fabian Strickner                       |
| 2018 | Lisa Schulte (SV Igls)              | Bastian Schulte (SV Igls)       | Juri Gatt (SV Rinn) Riccardo Schöpf (RV Imst)         |
| 2019 | Lisa Schulte (SV Igls)              | Bastian Schulte (SV Igls)       | Juri Gatt (SV Rinn) Riccardo Schöpf (RV Imst)         |
| 2020 | Lisa Schulte (SV Igls)              | Juri Gatt (SV Rinn)             | Juri Gatt (SV Rinn) Riccardo Schöpf (RV Imst)         |

## Jugendklasse
| Jahr | Frauen                             | Männer                       | Doppel |
| ---- | ---------------------------------- | ---------------------------- | ------ |
| 2004 | Christian Eisner (RV Halltal)      | Mona Wabnigg (SU Eisbären)   | –      |
| 2005 | Viktoria Hölzl (RV Halltal)        | David Schweiger (RV Halltal) | –      |
| 2006 | Viktoria Hölzl (RV Halltal)        | Markus Treichl (RV Halltal)  | –      |
| 2007 | Miriam Kastlunger (RV Halltal)     | Markus Treichl               | –      |
| 2008 | Miriam Kastlunger (RV Halltal)     | Lorenz Koller (RV Halltal)   | –      |
| 2009 | Sabine Leitgeb                     | Michael Mayer                | –      |
| 2010 | Magdalena Neuner                   | Nico Gleirscher (RV Halltal) | –      |
| 2011 | Madeleine Egle (SV Rinn)           | Nico Gleirscher (RV Halltal) | –      |
| 2012 | Sabrina Salchner                   | David Hober                  | –      |
| 2013 | Miriam Geisler                     | Fabian Künstner              | –      |
| 2014 | Lisa Schulte (SV Igls)             | Jakob Schmid                 | –      |
| 2015 | Selina Egle (SV Rinn)              | Juri Gatt (SV Rinn)          | –      |
| 2016 | Selina Egle (SV Rinn)              | Kassian Schwarz              | –      |
| 2017 | Selina Egle (SV Rinn)              | Kassian Schwarz              | –      |
| 2018 | Dorothea Schwarz                   | Florian Tanzer               | –      |
| 2019 | Dorothea Schwarz                   | Fabio Zauser                 | –      |
| 2020 | Anna Lerch (SU Eisbären Innsbruck) | Johannes Scharnagl           | –      |

## Schülerklasse
| Jahr | Frauen                          | Männer                        | Doppel |
| ---- | ------------------------------- | ----------------------------- | ------ |
| 2004 | Corina Lintner (SV Langkampfen) | Armin Frauscher (SV Halltal)  | –      |
| 2005 | Sarah Oberhöller (TI Sparkasse) | Stefan Frauscher (RV Halltal) | –      |
| 2006 | Stefanie Nagele (TI Sparkasse)  | Nico Gleirscher (RV Halltal)  | –      |
| 2007 | Magdalena Neuner                | Nico Gleirscher (RV Halltal)  | –      |
| 2008 | Madeleine Egle (SV Rinn)        | Michael Zorn                  | –      |
| 2009 | –                               | Marcel Gleinser               | –      |
| 2010 | –                               | –                             | –      |
| 2011 | Selina Egle (SV Rinn)           | Juri Kastner                  | –      |
| 2012 | Selina Egle (SV Rinn)           | David Gatt (SV Rinn)          | –      |
| 2013 | Selina Egle (SV Rinn)           | Kassian Schwarz               | –      |
| 2014 | Dorothea Schwarz                | Christopher Karl              | –      |
| 2015 | Dorothea Schwarz                | Fabio Zauser                  | –      |
| 2016 | Laila Paganini                  | Sami Gatt (SV Rinn)           | –      |
| 2017 | Laila Paganini                  | Dennis Wirth                  | –      |
| 2018 | Annina Grundböck                | Dennis Wirth                  | –      |
| 2019 | Mona Schmidt                    | Moritz Achmüller              | –      |
| 2020 | Nina Grumser                    | Hendrik Ribis                 | –      |